# Maxime Topiline
Maxime Anatolievitch Topiline (russe : Макси́м Анато́льевич Топи́лин), né le 19 avril 1967 à Moscou, est un économiste et homme politique russe. 
Il est ministre du Travail et des Affaires sociales de Russie de 2012 à 2020. Il a été de 2004 à 2008 directeur du service fédéral du travail et de l'emploi.
Il a le grade civil de conseiller d'État effectif de la fédération de Russie de 1re classe.

## Formation
Maksim Topiline est diplômé de l'université russe d'économie Plekhanov, et est docteur en science économique.

## Carrière
Il commence sa carrière en 1988 à l'institut de recherche scientifique du travail, où il devient responsable de secteur. Il travaille ensuite, de 1994 à 2001, dans les services du président du gouvernement de la fédération de Russie, comme expert. Entre 1998 et 2001, il y est responsable du secteur de la politique sociale et du travail au département du développement social.
Il est ensuite, de 2001 à 2002, vice-ministre du travail et du développement social de la Fédération de Russie, puis, de 2004 à 2008 directeur du service fédéral du travail et de l'emploi (ru), et simultanément, de 2005 à 2008, chef de l'inspection d'État du travail.
Le 31 mai 2008, il est nommé vice-ministre de la Santé et du Développement social, et le 21 mai 2012 ministre du Travail et des Affaires sociales. 
Il serait, selon la presse, considéré comme un « professionnel de l'État du social », « expérimenté et connaissant le sujet »

## Famille
Maksim Topiline est marié et a deux filles. 

## Biens
Selon le journal Vedemosti, il possède en Bulgarie des biens immobiliers d'une superficie de 134 m2.

## Distinctions
- Ordre du Courage (17 novembre 2008), « pour le courage et la maîtrise montrée dans la délivrance de l'aide médicale aux blessés du conflit entre la Géorgie et l'Ossétie »[6].
- Médaille de 2e degré « pour son apport à l'Union économique eurasiatique »[7].